# Torre Hasán
La torre Hasan es un alminar de la ciudad marroquí de Rabat.

## Historia

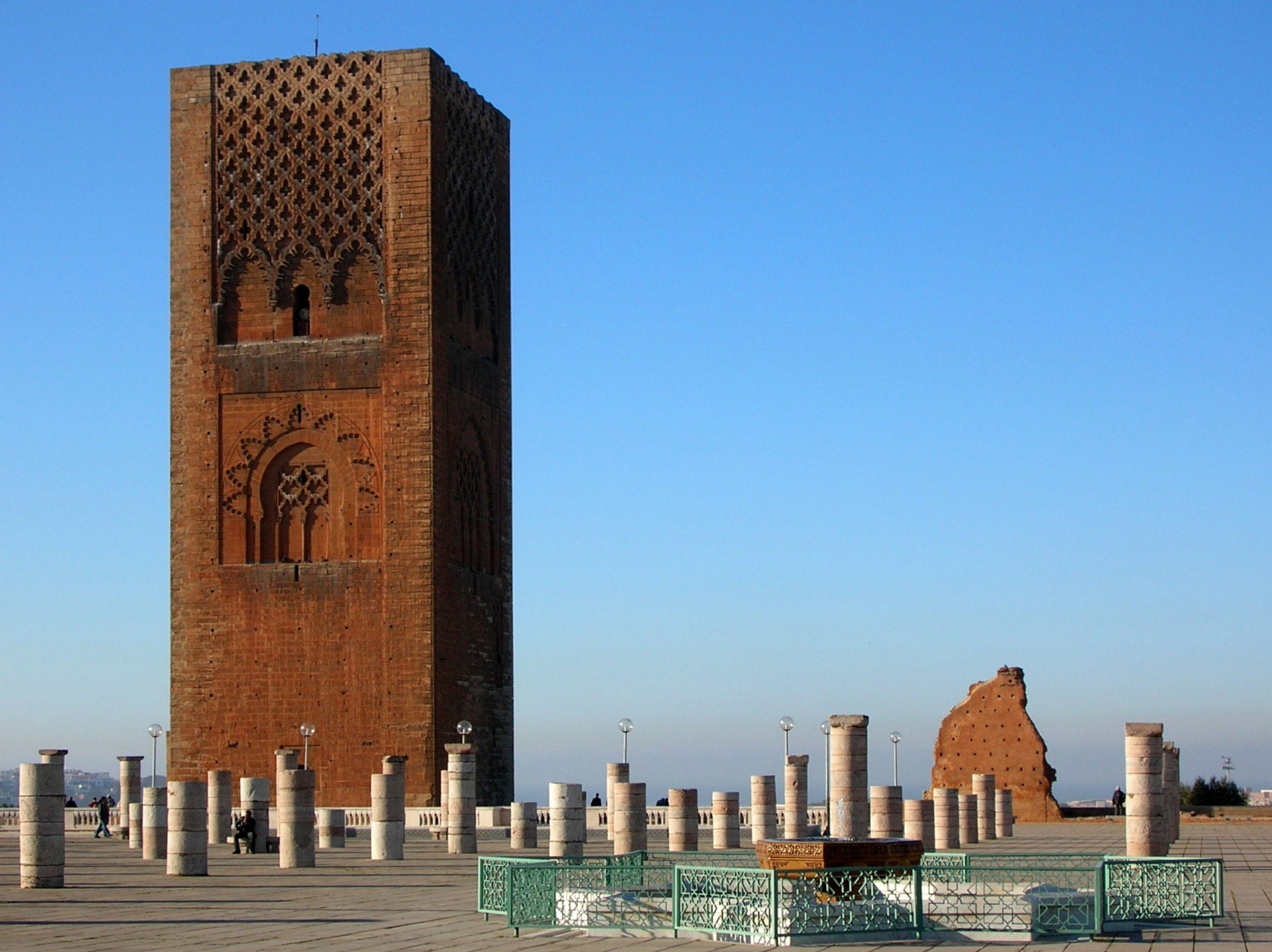
Torre Hasan

El sultán almohade Yaqub al-Mansur (siglo XII) proyectaba construir la mezquita más grande del mundo después de la de Samarra en Irak. Las obras fueron abandonadas tras su muerte en 1199. La torre debía medir más de 60 metros, pero solo llegó a los 44. En la actualidad, el aspecto de la mezquita es el de un bosque de gruesas columnas en el que sobresale la gran torre, hermana del alminar que luego se convirtió en la Giralda de Sevilla y del de la mezquita Kutubiyya de Marrakech.
En la explanada de la mezquita se construyó también el mausoleo de Mohammed V, primer rey del Marruecos moderno, en el que está enterrado asimismo su hijo y sucesor Hasan II, padre del actual rey.